# العلاقات التشيكية المجرية
العلاقات التشيكية المجرية هي العلاقات الثنائية التي تجمع بين التشيك والمجر.

## مقارنة بين البلدين
هذه مقارنة عامة ومرجعية للدولتين:
| وجه المقارنة                                              | التشيك                                                                            | المجر                                                       |
| --------------------------------------------------------- | --------------------------------------------------------------------------------- | ----------------------------------------------------------- |
| المساحة (كم2)                                             | 78.87 ألف                                                                         | 93.04 ألف                                                   |
| عدد السكان (نسمة)                                         | 10.52 مليون                                                                       | 9.78 مليون                                                  |
| الكثافة السكانية (ن./كم²)                                 | 133.38                                                                            | 105.12                                                      |
| العاصمة                                                   | براغ                                                                              | بودابست                                                     |
| اللغة الرسمية                                             | اللغة التشيكية                                                                    | لغة مجرية                                                   |
| العملة                                                    | كرونة تشيكية، كرونة تشيكوسلوفاكية                                                 | فورنت مجري                                                  |
| الناتج المحلي الإجمالي (بليون دولار)                      | 215.73 مليار                                                                      | 139.14 مليار                                                |
| الناتج المحلي الإجمالي (تعادل القوة الشرائية) بليون دولار | 356.15 مليار                                                                      | 260.42 مليار                                                |
| الناتج المحلي الإجمالي الاسمي للفرد دولار أمريكي          | 17.55 ألف                                                                         | 12.36 ألف                                                   |
| الناتج المحلي الإجمالي للفرد دولار أمريكي                 | 31.19 ألف                                                                         | 25.07 ألف                                                   |
| مؤشر التنمية البشرية                                      | 0.878                                                                             | 0.828                                                       |
| رمز المكالمات الدولي                                      | +420                                                                              | +36                                                         |
| رمز الإنترنت                                              | .cz                                                                               | .hu                                                         |
| المنطقة الزمنية                                           | ت ع م+01:00، ت ع م+02:00، توقيت وسط أوروبا، توقيت وسط أوروبا الصيفي، أوروبا/براغ ‏ | ت ع م+01:00، ت ع م+02:00، أوروبا/بودابست ‏، توقيت وسط أوروبا |

## مدن متوأمة
في ما يلي قائمة باتفاقيات التوأمة بين مدن تشيكية ومجرية:
- ترتبط أولوموتس مع بيتش باتفاقية توأمة.
- ترتبط Bystřice nad Pernštejnem [الإنجليزية]‏ مع Mád [الإنجليزية]‏ باتفاقية توأمة.
- ترتبط Brandýs nad Labem-Stará Boleslav [الإنجليزية]‏ مع غودولو باتفاقية توأمة.
- ترتبط هرادتس كرالوفه مع سيكشفهيرفار باتفاقية توأمة منذ 3 سبتمبر 2010.[14][15][16][17]
- ترتبط Fulnek [الإنجليزية]‏ مع Téglás [الإنجليزية]‏ باتفاقية توأمة.
- ترتبط Žamberk [الإنجليزية]‏ مع فيسبرم باتفاقية توأمة.
- ترتبط Rousínov [الإنجليزية]‏ مع Halásztelek [الإنجليزية]‏ باتفاقية توأمة.
- ترتبط سوشيتسا مع كوسيغ باتفاقية توأمة.
- ترتبط Luhačovice [الإنجليزية]‏ مع Hajdúszoboszló [الإنجليزية]‏ باتفاقية توأمة.
- ترتبط كوتنا هورا مع ايغر باتفاقية توأمة.
- ترتبط أوسترافا مع ميشكولتس باتفاقية توأمة منذ 1971.

## منظمات دولية مشتركة
يشترك البلدان في عضوية مجموعة من المنظمات الدولية، منها:
| علم المنظمة | اسم المنظمة                               | تاريخ انضمام التشيك | تاريخ انضمام المجر |
| ----------- | ----------------------------------------- | ------------------- | ------------------ |
|             | المنظمة الأوروبية لسلامة الملاحة الجوية   | 1996                | 1992               |
|             | منظمة الشرطة الجنائية الدولية             | ?                   | ?                  |
|             | الاتحاد البريدي العالمي                   | ?                   | ?                  |
|             | مركز تنسيق الحركة في أوروبا ‏              | ?                   | ?                  |
|             | حلف شمال الأطلسي                          | 12 مارس 1999        | 12 مارس 1999       |
|             | منظمة التجارة العالمية                    | ?                   | 1995               |
|             | منظمة التعاون الاقتصادي والتنمية          | ?                   | 7 مايو 1996        |
|             | الفريق المعني برصد الأرض                  | ?                   | ?                  |
|             | مجموعة الموردين النوويين                  | ?                   | ?                  |
|             | مؤسسة التنمية الدولية                     | 1993                | 29 أبريل 1985      |
|             | اتفاقية السماوات المفتوحة                 | ?                   | ?                  |
|             | منظمة الأمن والتعاون في أوروبا            | 1993                | 25 يونيو 1973      |
|             | الوكالة الدولية للطاقة                    | ?                   | ?                  |
|             | مجلس أوروبا                               | ?                   | 6 نوفمبر 1990      |
|             | مؤسسة التمويل الدولية                     | 1993                | 29 أبريل 1985      |
|             | منظمة حظر الأسلحة الكيميائية              | ?                   | ?                  |
|             | الأمم المتحدة                             | 19 يناير 1993       | 14 ديسمبر 1955     |
|             | الاتحاد الدولي للاتصالات                  | 1993                | 1866               |
|             | الاتحاد الأوروبي                          | 1 مايو 2004         | 1 مايو 2004        |
|             | البنك الدولي للإنشاء والتعمير             | 1993                | 7 يوليو 1982       |
|             | مجموعة أستراليا                           | 1994                | 1993               |
|             | المركز الدولي لتسوية المنازعات الاستشارية | 22 أبريل 1993       | 6 مارس 1987        |
|             | وكالة ضمان الاستثمار متعدد الأطراف        | 1993                | 21 أبريل 1988      |
|             | نظام تحكم تكنولوجيا القذائف               | 1998                | 1993               |
|             | يونسكو                                    | 22 فبراير 1993      | 14 سبتمبر 1948     |

## أعلام
هذه قائمة لبعض الشخصيات التي تربطها علاقات بالبلدين:
- آرثر كوستلر (5 سبتمبر 1905[27][28][29] – 1 مارس 1983[30][31][32])
- بافل هورفاث (لاعب كرة قدم تشيكي، 22 أبريل 1975 – )
- توماش أويفالوشي (لاعب كرة قدم تشيكي، 24 مارس 1978[33] – )
- تيودور كورنر (سياسي نمساوي، 23 أبريل 1873 – 4 يناير 1957[34][35][36])
- جان آموس كومينيوس (28 مارس 1592[37][38][39] – 15 نوفمبر 1670[37][38][39])
- جون كدار (1 أبريل 1918[40] – 1 يونيو 1979[40])
- غونتر بيك فون ماناغيتا (عالم نبات نمساوي، 25 أغسطس 1856 – 23 يونيو 1931)
- كونيغوندا من سلافونيا (1245 – 9 سبتمبر 1285)

## وصلات خارجية
- موقع وزارة الخارجية التشيكية
- موقع وزارة الخارجية المجرية